# 幸袋町
幸袋町（こうぶくろまち）は、福岡県の中央部にあった町で、嘉穂郡に属していた。
1963年4月1日、飯塚市・二瀬町・鎮西村とともに合併して飯塚市となり、自治体としては消滅した。

## 地理
福岡県の中央部、筑豊平野の西端部近くに位置しており、筑豊を構成する自治体の一つであった。中心市街地は筑豊の中心都市である飯塚市から北に約2.5 kmの場所に位置していた。

## 歴史
- 1889年4月1日 - 町村制施行により、幸袋村、庄司村、中村、吉北村、目尾村、柳橋村、津島村が合併し穂波郡大谷村（おおやむら）が発足。村名は中世の地名「合屋」にちなむ。
- 1896年4月1日 - 郡の統合により、嘉穂郡に属する[1]。
- 1918年1月1日 - 町制施行と同時に改称し、幸袋町となる。
- 1963年4月1日 - 飯塚市、二瀬町、鎮西村と合併して飯塚市となり消滅。

## 行政
旧町役場は現在、飯塚市役所幸袋出張所として業務を行っている。

## 産業
日鉄二瀬炭鉱高雄坑をはじめとする石炭産業が町の主幹産業であった。

## 地域

### 教育

#### 中学校
- 幸袋町立幸袋中学校

#### 小学校
- 幸袋町立幸袋小学校
- 幸袋町立目尾小学校

## 交通

### 鉄道
- 日本国有鉄道（国鉄）
  - 幸袋線
    - 目尾駅 - 幸袋駅

※1969年廃止。

### 道路
- 国道200号

## 幸袋町出身の有名人
- 伊藤伝右衛門
- 井上陽水